# Nivard z Clairvaux
Blahoslavený Nivard z Clairvaux byl nejmladší bratr sv. Bernarda z Clairvaux, spolu s ním se stal cisterciákem. Jeho sestra byla bl. Humbelína. Katolická církev jej uctívá jako blahoslaveného.

## Život
Narodil se zřejmě v Burgundsku kolem roku 1100, jako nejmladší z pěti sourozenců svatého Bernarda z Clairvaux. Po vzoru tohoto svého bratra vstoupil (asi v roce 1118) do cisterciáckého řádu a žil v klášteře v Clairvaux. Měl velikou důvěru svého bratra a podílel se na několika nových založeních dceřiných klášterů. V letech 1132-1135 působil jako novicmistr v klášteře Vaucelles. Později byl opatem jednoho z cisterciáckých klášterů ve Španělsku. Zemřel pravděpodobně v Clairvaux krátce po smrti svého bratra Bernarda. Další zprávy o jeho životě jsou spíše legendického charakteru a pocházejí ze zmínek v Bernardově životopise.